# Brokaat (uitgeverij)
Stichting Uitgeverij Brokaat was een kleine uitgeverij, gevestigd in de Beemster, die van 1995 tot 2007 ieder najaar een uitgave verzorgde. De publicaties kenmerken zich door een wisselwerking tussen een literaire tekst en het werk van een beeldend kunstenaar. Mede door de kleine oplage zijn meerdere titels inmiddels verzamelobjecten geworden.

## Fondslijst van Brokaat
- 2007 - Thé Lau (muzikant), 1000 vissen, verhalen uit een Amsterdamse volksbuurt, kunstenaar: Sylvia Weve
- 2005 - Fleur Bourgonje, In Fez, een dagboekverhaal gesitueerd in de Koningsstad Fez, kunstenaar: Menno Jonker
- 2004 - Arthur Japin, Dooi & Zeep, twee verhalen en portretten, kunstenaar: Arthur Japin, beelden bewerkt door Karen Wakkers
- 2003 - Nelleke Noordervliet, De Verlossing, een novelle, kunstenaar: Hermine Lewiszong
- 2002 - Brigitte Raskin, Een en al Vrouw, negen recensies van biografieën, kunstenaar: Rineke Marsman
- 2001 - Marion Bloem, Voor Altijd Moeder, verhalen, gedichten en tekeningen over haar zoon, kunstenaar: Marion Bloem
- 2000 - Kristien Hemmerechts, O, toen alles nog voorbij kon gaan, teksten over afscheid en verlies, kunstenaar: Jenna Tas
- 1999 - Renate Dorrestein, Voor Liefde Klik op F, een kort verhaal, kunstenaar:  Ans Verdijk
- 1998 - Christine D'haen, Bérénice, bundeling van grafgedichten, kunstenaar: Gretha Bolt